# شاين ميرفي
شاين ميرفي (بالإنجليزية: Shane Murphy)‏ هو لاعب قذف أيرلندي، ولد في 19 أغسطس 1983 في Glounthaune ‏ في جمهورية أيرلندا.